# Тавсуребі
Тавсуребі (груз. თავსურები) — село в Грузії.
За даними перепису населення 2014 року в селі проживає 48 осіб.